# Tylorrhynchus
Tylorrhynchus (лат.) — род многощетинковых червей семейства нереид.

## Распространение
Встречаются у восточного побережья Тихого океана и в Индо-тихоокеанской области.

## Описание
Головная лопасть с двумя парами глаз, парой антенн и двучленистыми пальпами. Параподии двуветвистые. Окраска видов, обитающих в водах России и сопредельных стран, в основном красновато-коричневая, а длина тела измеряется от 5 до 27 см. От близких родов отличается строением глотки, в которой есть только мягкие папиллы (на обоих кольцах глотки), а хитиновые парагнаты отсутствуют.

## Виды
В состав рода включают 2 вида.
- Tylorrhynchus heterochetus (Quatrefages, 1866)typus
  - Chinonereis edestus Chamberlin, 1924
  - Nereis (Leptonereis) distorta Treadwell, 1936
  - Nereis heterocheta Quatrefages, 1866
  - Tylorhynchus heterochaetus
  - Tylorrhynchus chinensis Grube, 1866
  - Tylorrhynchus sinensis Dawydoff, 1952
- Tylorrhynchus osawai (Izuka, 1903)
  - Ceratocephale osawai Izuka, 1903